# 錢一本
錢一本（1539年—1610年），字國瑞，號啓新。南直隸武進（今江蘇常州）人。明朝政治人物。

## 生平
隆庆四年（1570年）庚午科應天府鄉試第三十九名，萬曆十一年（1583年）進士。吏部觀政，授廬陵知縣，十三年充本省乡试同考官，萬曆十七年（1589年）十月选授福建道御史，次年四月弹劾江西巡按御史祝大舟贪赃不法。十八年巡按广西。萬曆二十年（1592年），因弹劾首輔申時行假聖旨以塞言路，因上《論相》、《建儲》二疏論政弊，觸怒神宗，被削職為民。
回乡後築經正堂，研究六經，尤邃於《易》，曾與顧憲成、高攀龍等分主東林講席，學者稱啟新先生，人稱“東林八君子”。天啟初追贈太僕寺卿。
墓在阳湖新塘乡梅岩岭下（今武进区雪堰镇南山村）。

## 著作
著有《像象管見》九卷、《像抄》六卷、《續像抄》二卷、《四聖一心錄》六卷。

## 家族
曾祖錢銓，曾任壽官；祖父錢稔；父錢繪。母陳氏。

## 延伸阅读
[在维基数据编辑]
 《明史卷二百三十一》，出自《明史》

| 官衔        | 官衔                             | 官衔          |
| ----------- | -------------------------------- | ------------- |
| 前任： 蘇酇 | 明朝庐陵县知县 萬曆十一年-十七年 | 繼任： 沈鳴雷 |